# Paneermeel

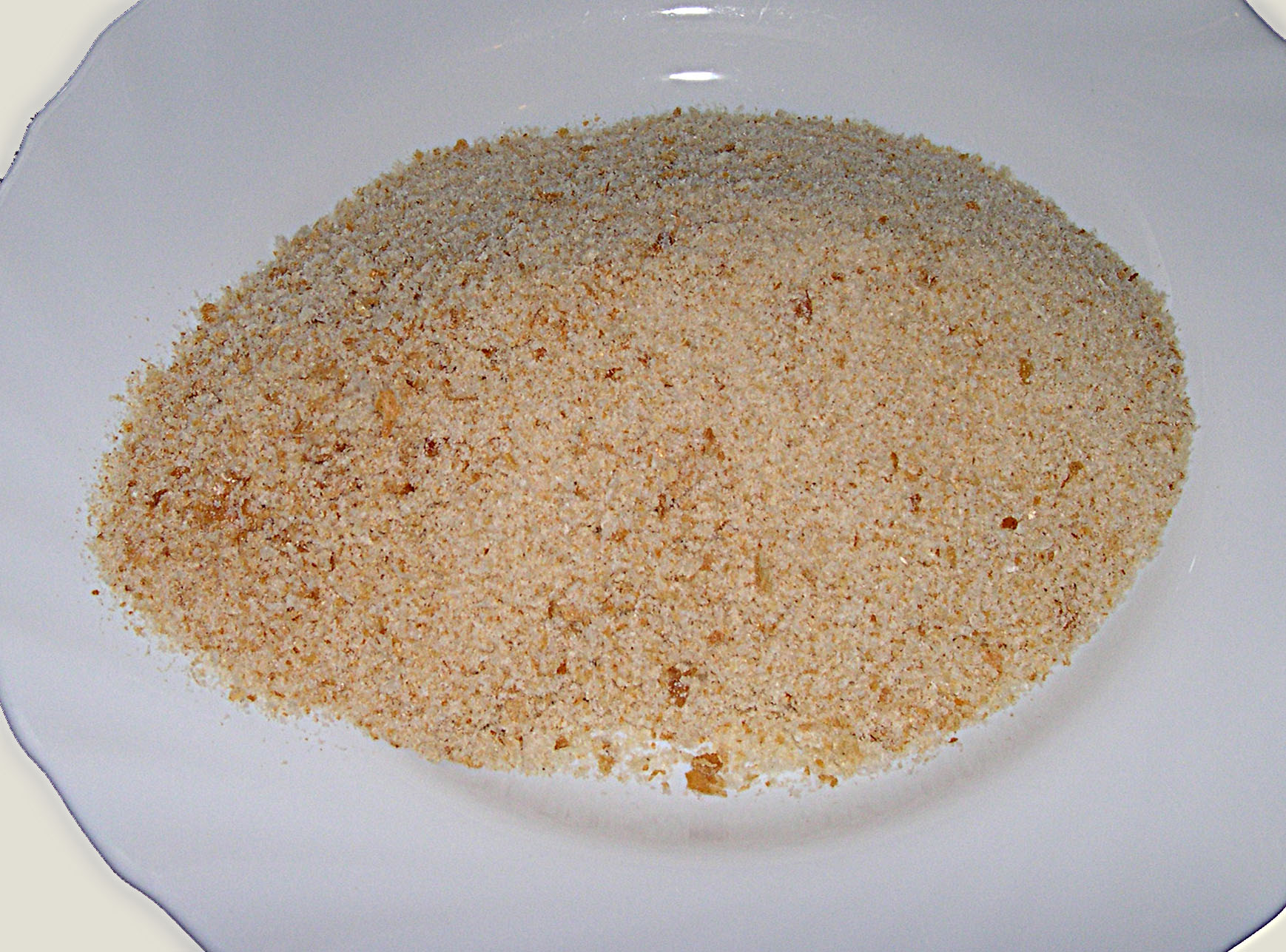
Paneermeel

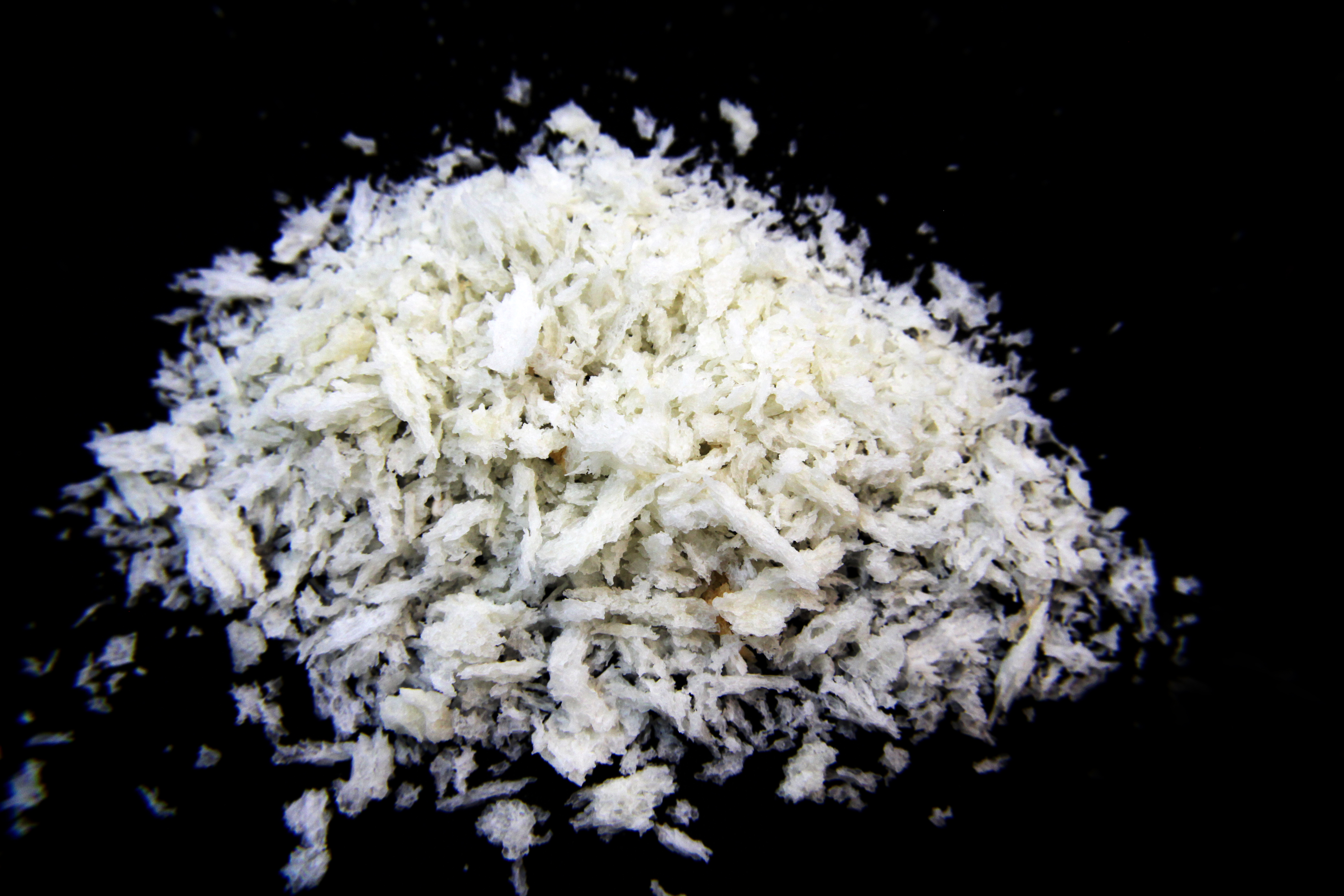
Panko, paneermeel in Japanse stijl.

Paneermeel bestaat uit fijne kruimels van beschuit of brood die worden gebruikt als ingrediënt bij het bereiden van voedsel. Paneermeel van brood wordt ook wel broodkruim genoemd. Paneermeel heeft veel verschillende toepassingen, maar wordt het meeste gebruikt voor het paneren van voedsel.
In de Benelux is paneermeel vaak een bijproduct van de beschuitindustrie. Het kan ook worden gemaakt door beschuit of droog brood fijn te wrijven, of te malen of raspen.

## Toepassing
Paneermeel heeft wereldwijd veel verschillende toepassingen. Het wordt het meeste gebruikt om voedingswaren te voorzien van een aangenaam krokant laagje, zoals bij een schnitzel of kroket. Tevens wordt het veel gebruikt als bindingsmiddel, om een stevigere of dikkere structuur te geven aan gehaktballen, stoofpot, soep, en dergelijken. Soms wordt het ook als topping op een gerecht gestrooid.
Het paneren van een product wordt door een kok gezien als een voorbereidingstechniek. Er bestaan verschillende variaties op het paneren: met of zonder kruiden vooraf, met eiwit of juist met eigeel. De meest gebruikte methode gaat als volgt: kruid het product alvorens het door de bloem te halen. Klop overtollige bloem af en haal het dan door eiwit of eigeel alvorens het door de paneermeel te halen. Voor sommige bereidingen is het belangrijk om het paneermeel stevig aan te drukken. Soms wordt voor een dikkere laag gekozen en dan wordt de procedure herhaald.  Paneren zonder paneermeel kan ook: diverse vissoorten worden vaak alleen maar gebloemd voordat ze in de pan worden gebakken.
Voorbeelden van gepaneerde producten:
- Snacks uit de frituur, zoals kroketten
- Vlees zoals schnitzels of een cordon bleu
- Vis als deze gebakken wordt
- Diverse soorten gebakken kaas

In de Japanse keuken wordt een ander soort paneermeel gebruikt, dat panko wordt genoemd. Dit geeft een krokantere en luchtigere structuur dan paneermeel uit de Westerse keuken.